# Sibirocyba
Sibirocyba incerta és una espècie d'aranya araneomorfa de la subfamília dels erigonins, dins de la família Linyphiidae. És l'únic membre del gènere monotípic Sibirocyba.
Es pot trobar a  la Rússia subàrtica i Suècia.
Fou descrit per primera vegada per Kiril Ieskov i Y. M. Marusik l'any 1994,